# Методи Гелев
Вижте пояснителната страница за други личности с името Методи Гелев.
Методи Испиридонов Гелев е български офицер, генерал-лейтенант.

## Биография
Роден е на 6 април 1943 г. в софийското село Пауново. Завършил е военно училище, Военната академия „М. В. Фрунзе“, Москва – завършва тригодишния курс (с отличие) през 1976 г. и Военната академия на ГЩ „Кл. Ворошилов“ в Москва със златен медал през 1986 г.. В периода 14 май 1993 – 2 декември 1994 г. е командир на трета армия.. На 26 юни 1996 г. е освободен от длъжността началник на Щаба на Сухопътните войски и назначен за първи заместник-началник на Главния щаб на Сухопътните войски. На 22 април 1997 г. е освободен от първи заместник-началник на Гл. щаб на Сухопътни войски, назначен за началник на Военната академия „Г. С. Раковски“ и удостоен с висше военно звание генерал-лейтенант. На 7 юли 2000 г. е удостоен с висше военно звание генерал-лейтенант. До 1 август 2000 г. е началник на Военната академия в София. На 1 август 2000 г. е освободен от длъжността началник на Военната академия „Г.С. Раковски“ и назначен за заместник главен инспектор на Министерството на отбраната. На 2 април 2002 г. е освободен от длъжността заместник главен инспектор на Министерството на отбраната и от кадрова военна служба. Проверяван е в качеството си на служител на Министерството на отбраната от комисията по досиетата за установяване на принадлежност към Държавна сигурност и разузнавателните служби на българската народна армия, но такава не е установена.

## Военни звания
- Генерал-майор
- Генерал-лейтенант с 2 звезди (22 април 1997)
- Генерал-лейтенант с 3 звезди (7 юли 2000)